# Hanae Šibataová
Hanae Šibataová (japonsky 柴田 華絵, * 27. července 1992 Kitakjúšú) je japonská fotbalistka.

## Reprezentační kariéra
Za japonskou reprezentaci v roce 2015 odehrála 1 reprezentační utkání.

## Statistiky
| Japonsko | Japonsko | Japonsko |
| Roky     | Záp.     | Góly     |
| -------- | -------- | -------- |
| 2015     | 1        | 0        |
| Celkem   | 1        | 0        |

## Úspěchy

### Reprezentační
- Mistrovství světa do 20 let:  2012